# 이바라키시
이바라키시(일본어: 茨木市, 문화어: 이바라기시)는 일본 오사카부 북부, 호쿠세쓰 지역에 있는 시이다. 특례시로 지정되어 있다. 대도시인 오사카시와 교토시 중간에 있어 오사카부의 베드타운 성격을 가진다. 철도 교통도 JR·한큐·오사카 모노레일이 통과해 몹시 편리하다.
에도 시대의 기독교 금지 시기에도 은밀하게 기독교를 믿던 사람들이 숨어 있던 가쿠레 크리스찬 마을이 시 북부 산간에 있다.

## 지리
요도강 북쪽의 오사카부 북부에 위치하고 북쪽은 교토부 가메오카시, 동쪽은 다카쓰키시, 남쪽은 셋쓰시, 서쪽은 스이타시, 미노오시, 도요노군 도요노정과 접한다. 남북으로 홀쪽한 형태로 북부는 산이 많지만 남부에는 오사카평야의 일부분을 이루는 미시마평야가 펼쳐져 있어 시가지도 이쪽에 집중하고 있다. 오사카 시내로도 우메다 근처까지 20분 정도면 이동할 수 있다.
북쪽에서 남쪽으로 아이강, 이바라키강, 가쓰오지강이 흐른다. 아이강 상류에서는 오사카부에 의한 아이강 댐의 공사가 진행 중이다.

## 역사
- 1871년 11월 - 폐번치현으로 오사카부 관할이 되었다. 시마시모군(현재의 이바라키시·스이타시·셋쓰시)에 속했다.
- 1889년 4월 1일 - 시정촌제 시행으로 3개 촌이 합쳐져 이바라키촌이 탄생했다.
- 1896년 4월 1일 - 시마시모군과 시마카미군(현재의 다카쓰키시·시마모토정)이 미시마군이 되어 이바라키에 군청이 놓였다.
- 1898년 10월 14일 - 이바라키촌이 정으로 승격해 이바라키정이 되었다.
- 1948년 1월 1일 - 이바라키정을 포함한 1정 3촌이 합병해 이바라키시가 되었다.
- 2001년 4월 1일 - 특례시로 지정되었다.

## 교통

### 철도
- 서일본 여객철도
  - 도카이도 본선(JR 교토선)

- 한큐 전철
  - 교토 본선

- 오사카 고속철도
  - 오사카 모노레일 본선
  - 오사카 모노레일 사이토선

### 도로
- 메이신 고속도로
- 긴키 자동차도
- 국도 제171호선 (일본)(일본어판)

## 인구
인구는 조금씩 증가하고 있으며, 2023년 4월 30일 주민기본대장 인구는 285,240명으로 부내 43개 시정촌 중 8위를 차지하고 있다.
2004년에 조성된 뉴타운인 국제문화공원도시에 육아 세대가 유입되면서 이바라키시의 인구는 9,000명이 증가했다. 반면 시 북부의 산간 지역에서는 고령화가 진행되어 고령화율이 40%를 넘는 지역도 있다.
2015년 국세조사에서 지난 조사 대비 인구 증감을 살펴보면 5,211명 증가한 280,033명이었다. 증감률은 1.90%로 부내 43개 시정촌 중 5위, 72개 행정구역 중 13위이다.
2020년 국세조사에서 지난 조사 대비 인구 증감을 보면 7,981명 증가한 288,014명이었다. 증감률은 2.85%이며, 부내 43개 시정촌 중 4위, 72개 행정구역 중 14위이다.
| 연도 | 인구      | ±% |
| ---- | --------- | -- |
| 1970 | 163,545명 | —  |
| 1975 | 210,286명 | —  |
| 1980 | 234,062명 | —  |
| 1985 | 250,463명 | —  |
| 1990 | 254,078명 | —  |
| 1995 | 258,233명 | —  |
| 2000 | 260,648명 | —  |
| 2005 | 267,961명 | —  |
| 2010 | 274,822명 | —  |
| 2015 | 280,033명 | —  |
| 2020 | 287,730명 | —  |

## 자매 도시·제휴 도시
- 일본 가가와현 쇼도시마정
- 미국 미네소타주 미니애폴리스
- 중화인민공화국 안후이성 안칭시